# 63e régiment d'infanterie territoriale
Le 63e régiment d'infanterie territorial est un régiment d'infanterie de l'armée de terre française qui a participé à la Première Guerre mondiale.

## Création et différentes dénominations
Le régiment reçoit son numéro par décret du 19 mars 1875, en prévision de la mobilisation.

## Drapeau
Il ne porte aucune inscription.

## Historique des garnisons, combats et batailles du63eRIT

### Première Guerre mondiale
Garnison: Autun (Saône-et-Loire)
Affectations :
- 29e division d'infanterie d'août à novembre 1918.

## Sources et bibliographie
- Le 63e régiment territorial pendant la campagne de 1914-1918, Autun, imprimerie Pernot, 1922, 45 p., lire en ligne sur Gallica.